# Werner Uebelmann
Werner Uebelmann (né le 16 mars 1921 à Aarau, mort le 1er mars 2014 à Muri) est un entrepreneur, écrivain et horticulteur suisse.
Il est devenu membre de la  Swiss Cactus Society  à l'âge de 27 ans. Il est connu en particulier pour son importante collection de cactus,.
L'espèce de cactus Uebelmannia pectinifera lui doit son nom, ainsi que le genre Uebelmannia.

## Publications
- Horst & Uebelmann Feldnummernliste. Selbstverlag Werner Uebelmann, 1996.